# Campeonato Mundial de Ciclismo em Pista de 1935
O Campeonato Mundial UCI de Ciclismo em Pista de 1935 foi realizado em Bruxelas, na Bélgica, entre os dias 10 e 18 de agosto. Foram disputadas três provas masculinas, duas de profissionais e uma de amador.

## Sumário de medalhas

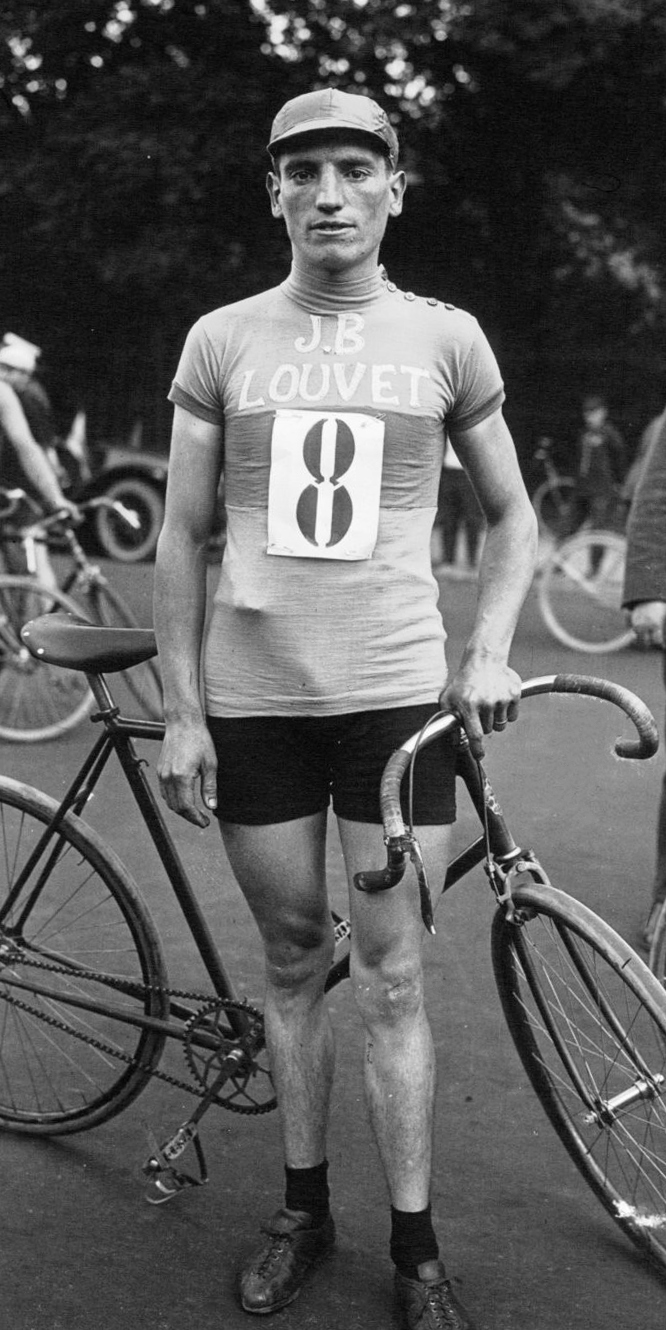
Charles Lacquehay ciclista profissional da França vencedor da prova motor-paced

| Eventos profissionais masculinos |                            |                                |                                   |
| Velocidade individual            | Jef Scherens · Bélgica     | Albert Richter · Alemanha      | Louis Gérardin · França           |
| Motor-paced                      | Charles Lacquehay · França | Erich Metze · Alemanha         | Georges Ronsse · Bélgica          |
| Evento amador masculino          |                            |                                |                                   |
| Velocidade individual            | Toni Merkens · Alemanha    | Arie van Vliet · Países Baixos | Jef van de Vijver · Países Baixos |

## Quadro de medalhas
| Ordem | País          | Medalha de ouro | Medalha de prata | Medalha de bronze | Total |
| ----- | ------------- | --------------- | ---------------- | ----------------- | ----- |
| 1     | Alemanha      | 1               | 2                | 0                 | 3     |
| 2     | Bélgica       | 1               | 0                | 1                 | 2     |
| -     | França        | 1               | 0                | 1                 | 2     |
| 4     | Países Baixos | 0               | 1                | 1                 | 2     |